# Оторма
Ото́рма (рос. Оторма) — село у складі Земетчинського району Пензенської області, Росія.
Населення — 443 особи (2010; 516 у 2002).
Національний склад станом на 2002 рік:
- росіяни — 99 %